# Gymnopithys
A Gymnopithys a madarak osztályának verébalakúak (Passeriformes) rendjébe és a hangyászmadárfélék (Thamnophilidae) családjába tartozó nem.

## Rendszerezésük
A nemet Charles Lucien Jules Laurent Bonaparte írta le 1857-ben, az alábbi 5 faj tartozik ide:
- kétszínű hangyászmadár (Gymnopithys leucaspis)
- Gymnopithys bicolor[1] vagy Gymnopithys leucaspis bicolor[2]
- Gymnopithys rufigula
- Gymnopithys salvini[2] vagy Oneillornis salvini[1]
- Gymnopithys lunulatus[2] vagy Oneillornis lunulatus[1]

## Előfordulásuk
Közép-Amerika és Dél-Amerika területén honosak. A természetes élőhelyük a szubtrópusi vagy trópusi erdők. Állandó, nem vonuló fajok.

## Megjelenésük
Testhosszuk 11,5-14,5 centiméter közötti.

## Életmódjuk
Ízeltlábúakkal táplálkoznak.